# Bahnhof Harsefeld
Der Bahnhof Harsefeld ist ein zweigleisiger Bahnhof. Der Trennungsbahnhof der Bahnstrecken Bremerhaven-Wulsdorf–Buchholz und Buxtehude–Harsefeld wird seit 1992 von den Eisenbahnen und Verkehrsbetriebe Elbe-Weser betrieben. Er liegt an der Straße Am Bundesbahnhof im Kern des Fleckens Harsefeld.

## Geschichte

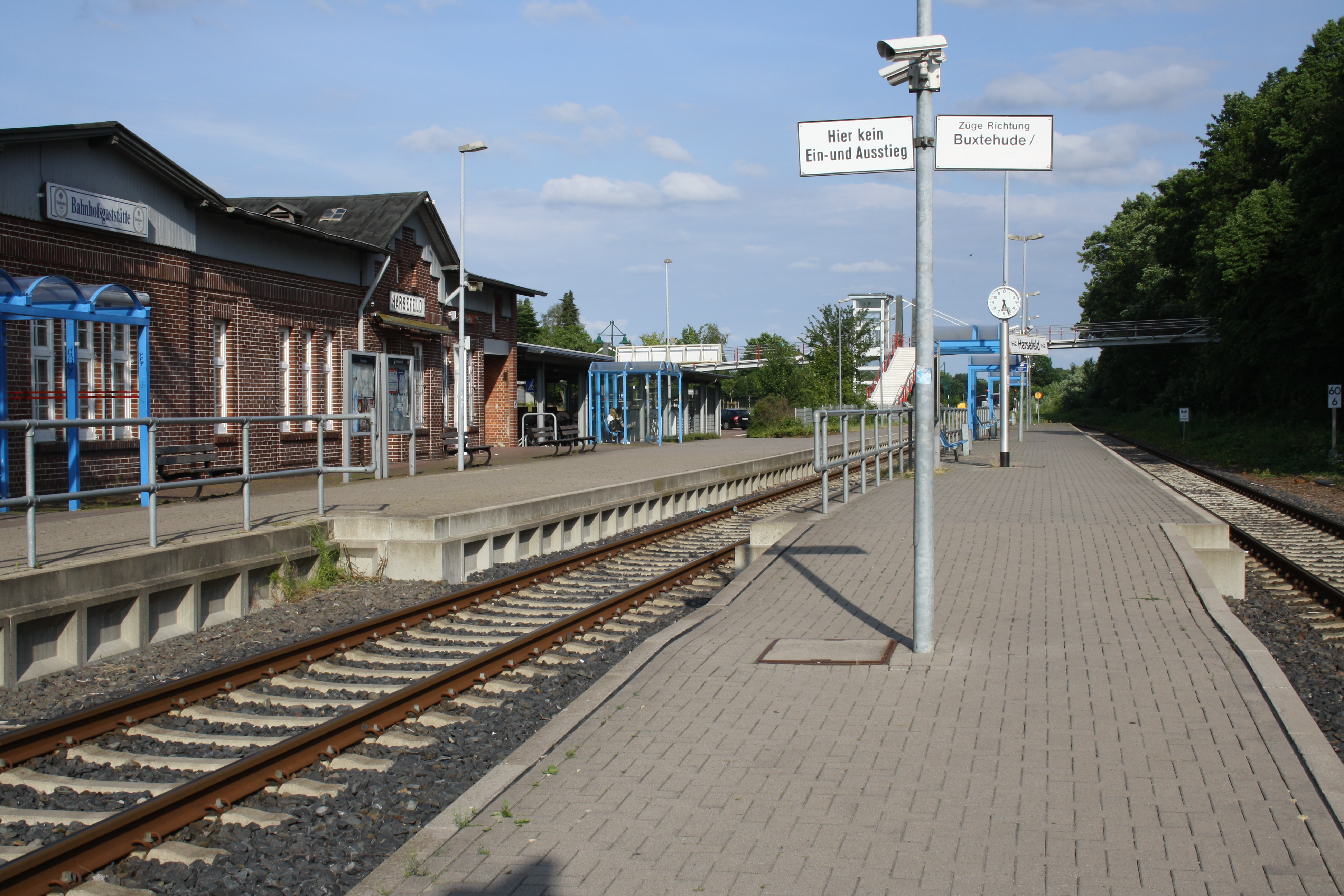
Gleisseite

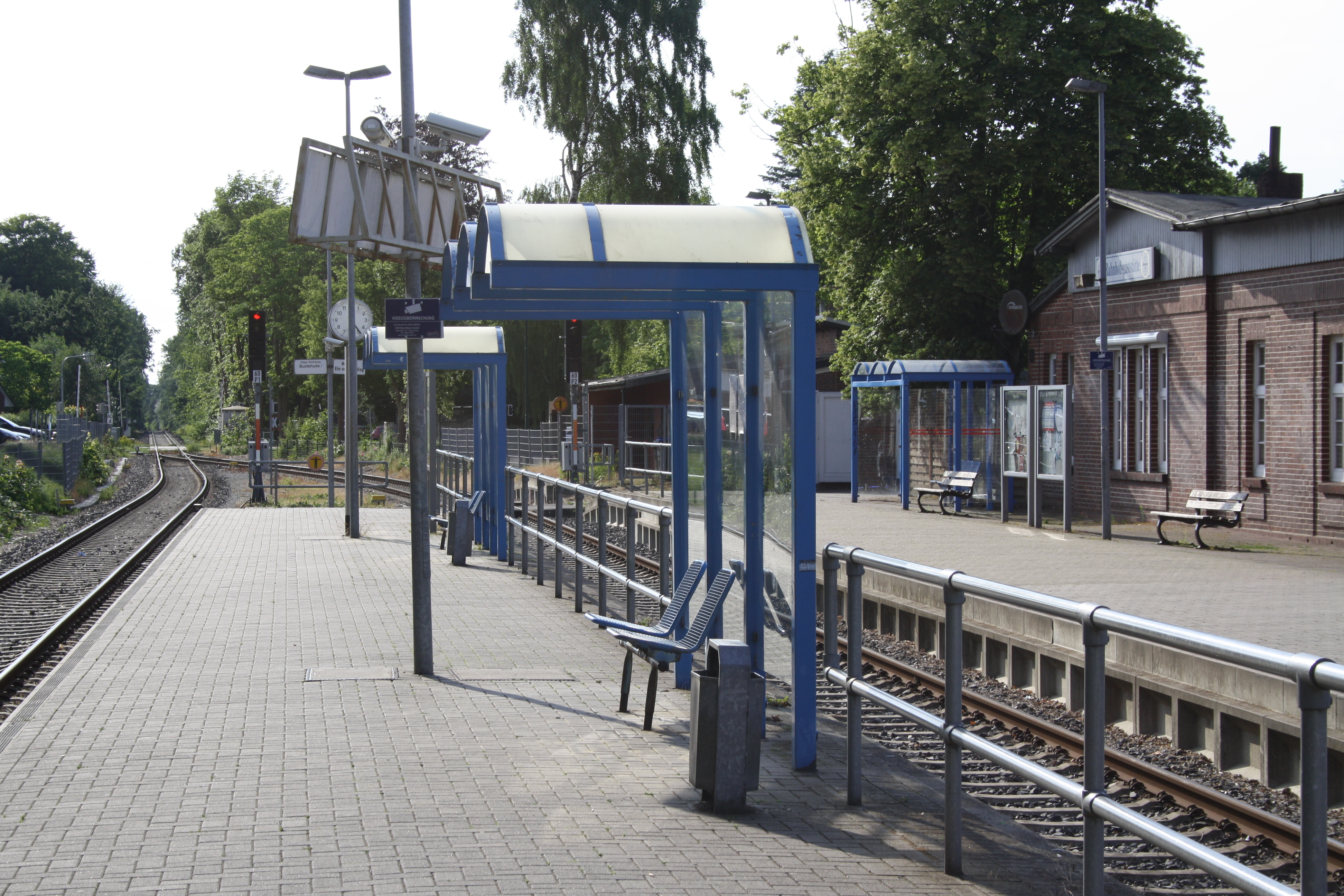
Bahnsteige von Südosten

1902 wurde der Abschnitt Hesedorf–Buchholz der Bahnstrecke Bremerhaven-Wulsdorf–Buchholz eröffnet. Dabei wurde in Harsefeld ein Bahnhof angelegt.
1913 wurde die Buxtehude-Harsefelder Eisenbahn (BHE) gegründet. Sie eröffnete die Bahnstrecke Buxtehude–Harsefeld nach langen Verzögerungen wegen des Ersten Weltkrieges Ende 1928. Dabei wurde südlich des bestehenden Bahnhofes der Bahnhof Harsefeld Süd mit eigenem Empfangsgebäude angelegt. Die Strecke führte von Buxtehude an der Niederelbebahn nach Harsefeld. Geplant war ein Weiterbau nach Zeven, deshalb die südliche Lage des Bahnhofes, die ein Überwerfungsbauwerk östlich des Bahnhofes erforderlich machte.
Der Personenverkehr der DB zwischen Hesedorf und Buchholz wurde 1968 eingestellt, der Personenverkehr der BHE 1969. Auf beiden Strecken fand anschließend nur noch Güterverkehr statt. Der Bahnhof wurde danach bis auf das Streckengleis, ein Abstellgleis und das Verbindungsgleis zur BHE zurückgebaut, das Gebäude an privat verkauft. Der Güterverkehr Richtung Hollenstedt wurde 2002 eingestellt.
1992 wurde die seit 1969 nur noch bis Hollenstedt führende Strecke Bremervörde–Buchholz von der Eisenbahnen und Verkehrsbetriebe Elbe-Weser GmbH (evb) übernommen. In diese Gesellschaft wurde zum 1. Januar 1993 auch die Buxtehude-Harsefelder Eisenbahn eingegliedert. Die evb wollte die Bahnstrecke Bremerhaven-Wulsdorf–Buchholz mit dieser Strecke ergänzen. Am 26. September 1993 wurde der Personenverkehr auf der Strecke Bremerhaven–Neugraben eröffnet, dazu war der ehemalige DB-Bahnhof Harsefeld erworben und renoviert worden. 2004 wurde die Strecke von Buxtehude schon vor dem Überwerfungsbauwerk über eine neue Verbindung direkt in den Bahnhof geleitet, die Brücke wurde aufgegeben.
Seit der Eröffnung der S-Bahn von Pinneberg nach Stade 2007 verkehren die Personenzüge nur noch nach Buxtehude.

## Bahnhofsanlage
Die Bushaltestelle Bahnhof Harsefeld liegt an der Friedrich-Huth-Straße. Daneben besteht ein Parkplatz für etwa zwölf Fahrzeuge und ein Taxistand. Im anschließenden Gebäude war das evb-Reisebüro sowie ein Raum mit einem Fahrkartenautomaten des Hamburger Verkehrsverbundes. Nach dem Durchgang zum Bahnsteig folgt ein zweites Gebäude mit einem Cafe und dem öffentlichen WC.
Neben dem Cafe existiert ein überdachter Fahrradstellplatz mit 75 Fahrradständern und Fahrradboxen sowie ein weiterer Parkplatz mit etwa 80 Stellplätzen.

### Bahnsteig
Gleis 1 liegt an einem Seitenbahnsteig. Gleis 2 wird über einen höhengleichen Überweg erreicht. Beide Gleise sind durch einen Metallzaun getrennt.

### Harsefeld Süd

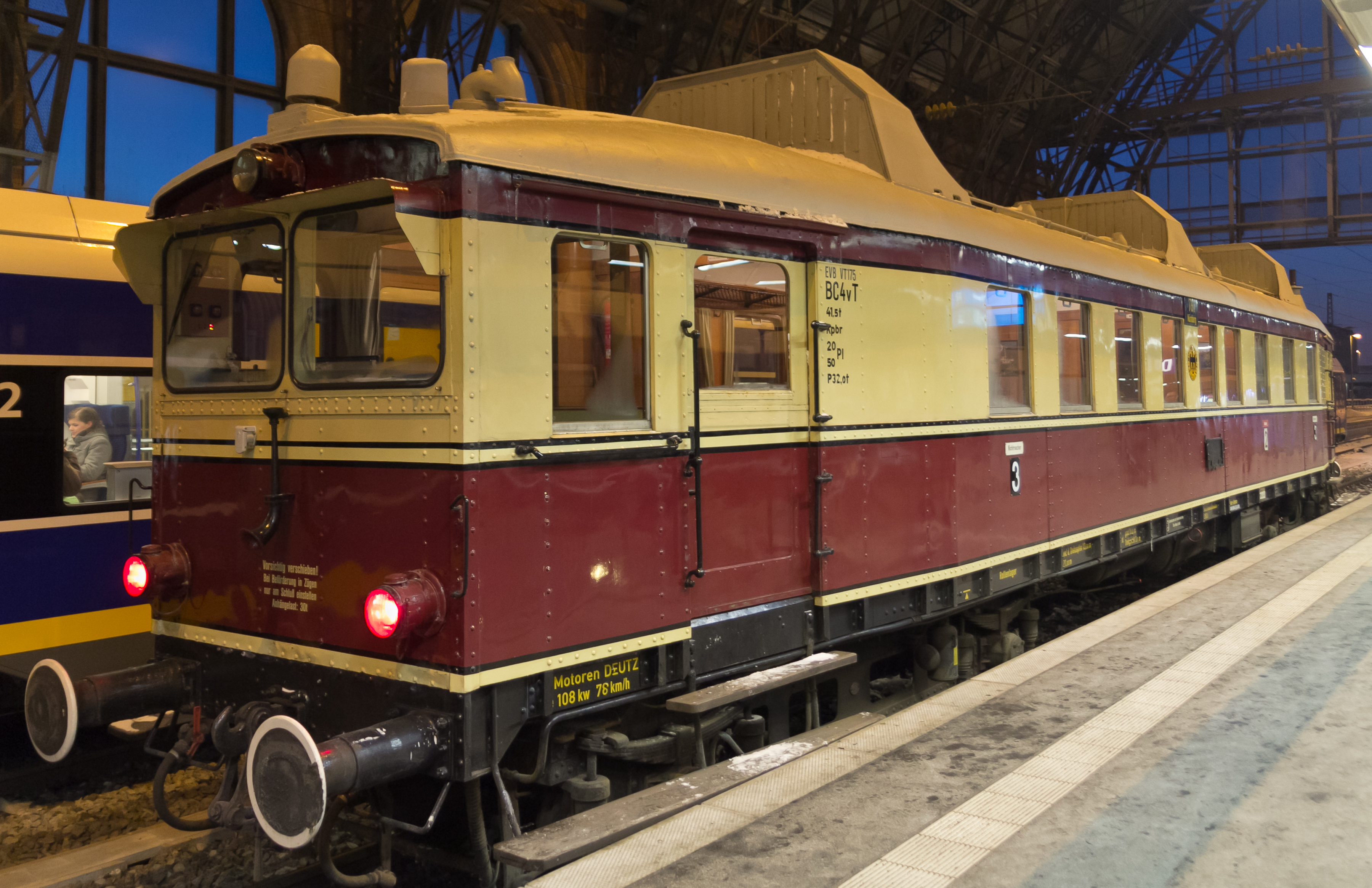
VT 715 der BHE

Das ehemalige Empfangsgebäude wurde nach Einstellung des Personenverkehrs als Wohnhaus genutzt. Nach 2004 wurde es abgerissen und dort ein Baumarkt errichtet. Das ehemalige Gleisfeld ist größtenteils mit einem Supermarkt überbaut. Im östlichen Bereich sind noch Gleise vorhanden, die östlich des Bahnhofes an die Strecke angebunden sind. Dort befindet sich der zweigleisige Lokschuppen der BHE, der von den Buxtehude-Harsefelder Eisenbahnfreunden genutzt wird. Dort ist der VT 715 der BHE untergestellt. Ferner sind einige Gleisanschlüsse vorhanden.
1980 waren noch ein Bahnsteiggleis und ein Umfahrungsgleis vorhanden, außerdem südlich des Bahnhofes ein langes Ladegleis mit Rübenverladeanlage. Die Bundesbahngleise waren nur über eine Sägefahrt zu erreichen. Ursprünglich gab es zwei Gleisverbindungen, die aber gekappt wurden. Für die Wiederaufnahme des Personenverkehrs wurde eine neue Gleisverbindung östlich des Bahnhofes geschaffen, die eine direkte Einfahrt in den ehemaligen Bundesbahnhof zulässt.

## Verkehrsanbindung
Die RB33 verkehrt auf den Bahnstrecken Bremerhaven–Cuxhaven, Bremerhaven-Wulsdorf–Buchholz und Buxtehude–Harsefeld.
| Linie                    | Linienverlauf | Betreiber | Takt   |
| ------------------------ | --- | --------- | ------ |
| RB 33                    | Cuxhaven – Nordholz – Dorum – Wremen – Bremerhaven-Lehe – Bremerhaven Hbf – Bremerhaven-Wulsdorf – Sellstedt – Wehdel – Geestenseth – Frelsdorf – Heinschenwalde – Oerel – Bremervörde – Hesedorf – Kutenholz – Brest-Aspe – Bargstedt – Harsefeld – Ruschwedel – Apensen – Buxtehude | evb       | 60 min |
| Stand: 12. Dezember 2021 | |           |        |

An der Bushaltestelle Bahnhof Harsefeld halten die Linien: 2036, 2060, 2061, 2062, 2063, 2301, 2302, 2303, 2365, 2368, 2373 und 2703.